# Blondes Gift (1949)
Blondes Gift ist ein US-amerikanischer Kriminalfilm aus dem Jahr 1949 von Richard L. Bare mit Virginia Mayo und Zachary Scott in den Hauptrollen. Der Film wurde von Warner Bros. produziert und zählt zum Subgenre des Film noir.

## Handlung
Walter Colby ist Rechtsanwalt und arbeitet für den Gangsterboss Hap Richie. Einer von Richies Leuten, Caesar, hat einen Mord begangen, nun soll Walter für den Mann einen Freispruch erwirken. Walter will nicht mehr mit Kriminellen zusammenarbeiten und Richies Organisation verlassen. Richie will das verhindern und beauftragt die Sängerin Flaxy Martin, in die Walter verliebt ist, sich um Walter zu kümmern. Sie überzeugt ihn, weiterhin für Richie zu arbeiten, bis er genug Geld angespart hat.
Richie und Flaxy haben Peggy Farrar bezahlt, damit sie Caesar ein falsches Alibi gibt und er somit freigelassen wird. Jedoch droht Peggy damit, ihre Aussage und damit das Alibi zurückzunehmen, sollte Richie ihr nicht 10.000 Dollar zusätzlich zahlen. Richie befiehlt Caesar, Peggy zu töten. Planmäßig fällt der Verdacht auf Flaxy, die Walter aufsucht. Überraschenderweise gesteht Walter ihr den Mord an Peggy aus Notwehr, um Flaxy zu schützen. 
In der folgenden Verhandlung sagt ein Taxifahrer aus, er habe den Mord gesehen und identifiziert Walter als Täter. Der Staatsanwalt glaubt die Aussage nicht und fordert Walter auf, die Wahrheit zu sagen. Doch Walter bleibt bei seinem Geständnis. Sam Malko, ein Tankstellenpächter, der in Walters Schuld steht, besucht ihn im Gefängnis. Er erzählt ihm, dass Caesar damit angebe, dass Walter für ihn im Gefängnis sitze.
Bei einer Verlegung in ein anderes Gefängnis kann Walter entkommen. Auf einer Straße hält er das Auto von Nora Carson an, die ihn mitnimmt. Zu Hause bei Walter kümmert sie sich um die Verletzungen, die er sich bei seiner Flucht zugezogen hat. Dabei klärt Walter sie über sich und seine Situation auf. Nora will ihm helfen, doch er will sie nicht in die Sache reinziehen. Von einem neugierigen Nachbarn alarmiert erscheint die Polizei. Gleichzeitig kommt auch Roper, einer von Richies Männern an. Er schließt die Beamten im Badezimmer ein, legt Nora und Walter Handschellen an und nimmt sie mit. Trotzdem sie aneinander gekettet sind, können Nora und Walter Roper überwältigen und flüchten.
Beide machen sich auf den Weg nach New York zu Sam Malko. Walter lässt Nora in Sams Obhut zurück und sucht Caesars Appartement auf. Hier wartet Roper, der Caesar getötet hat, auf ihn. Wieder kann Walter flüchten, doch Roper ist ihm auf den Fersen. Auf einem Dach kommt es zu einem Kampf, bei dem Roper vom Dach stürzt und stirbt. Nun sucht Walter Flaxy auf, die ihm erzählt, sie habe ihn reingelegt um ihn zu schützen. Richie taucht auf, woraufhin Flaxy eine Pistole zieht, beide Männer bedroht und Richies Brieftasche an sich nimmt. Es kommt zu einem Handgemenge, bei dem Flaxy Richie erschießt. Walter liefert Flaxy für den Mord an Richie aus. Nora will nicht mit Walter flüchten, der sich daraufhin der Polizei stellt, in der Gewissheit, dass Nora auf ihn warten wird.

## Produktion
Gedreht wurde der Film von Mitte April bis Mitte Mai 1948 in den Warner-Studios in Burbank.

## Stab und Besetzung
Ted Smith war der Art Director, Lyle B. Reifsnider der Szenenbildner. William C. McGann war für die Spezialeffekte verantwortlich.
In kleinen nicht im Abspann erwähnten Nebenrollen traten Leah Baird, Marjorie Bennett, Creighton Hale, Harold Miller, Paul Panzer, Eddie Parker, Leo White und Tom Wilson auf.

## Veröffentlichung
Die Premiere des Films fand am 15. Februar 1949 statt. In der Bundesrepublik Deutschland wurde er am 7. April 1991 im deutschen Fernsehen ausgestrahlt.

## Kritiken
Das Lexikon des internationalen Films schrieb: „Gangsterfilm, nach gängigen Mustern und stereotyp inszeniert.“
Die Filmzeitschrift Cinema befand: „Elegantes Melodram im Film-noir-Stil.“
Der Kritiker des TV Guide konstatierte, dass Zachary Scott eine Pause von seinen glatten Halunkenrollen einlegte, um in diesem formelhaften Thriller mit nur wenigen Höhepunkten einen sympathischen Typen zu spielen.